# Andrzej Lopadios
Andrzej Lopadios – filolog bizantyński z I połowy XIV wieku.
Andrzej Lopadios żył w I połowie XIV wieku. Był uczniem i przyjacielem Manuela Moschopula i autorem Leksykonu wiedeńskiego (Lexicon Vindobonense). Leksykon został ułożony w porządku alfabetycznym. Zawiera hasła często zaopatrzone w krótkie ekscerpty z pisarzy i poetów starożytnych, których utwory zaginęły. Dzięki Lopadiosowi zachowały się fragmenty zaginionych tragedii Sofoklesa czy komedii Ferekratesa (V w. p.n.e.). Hasła Leksykonu roją się od błędów i powtórzeń. W pracy nad Leksykonem Lopadios korzystał z epitomy Harpokrationa, gramatyka aleksandryjskiego (II-IV w.), twórcy Leksykonu dziesięciu mówców, Liber Suda oraz tzw. Leksykonu Zonarasa.